# Phương tiện tự hành dưới nước

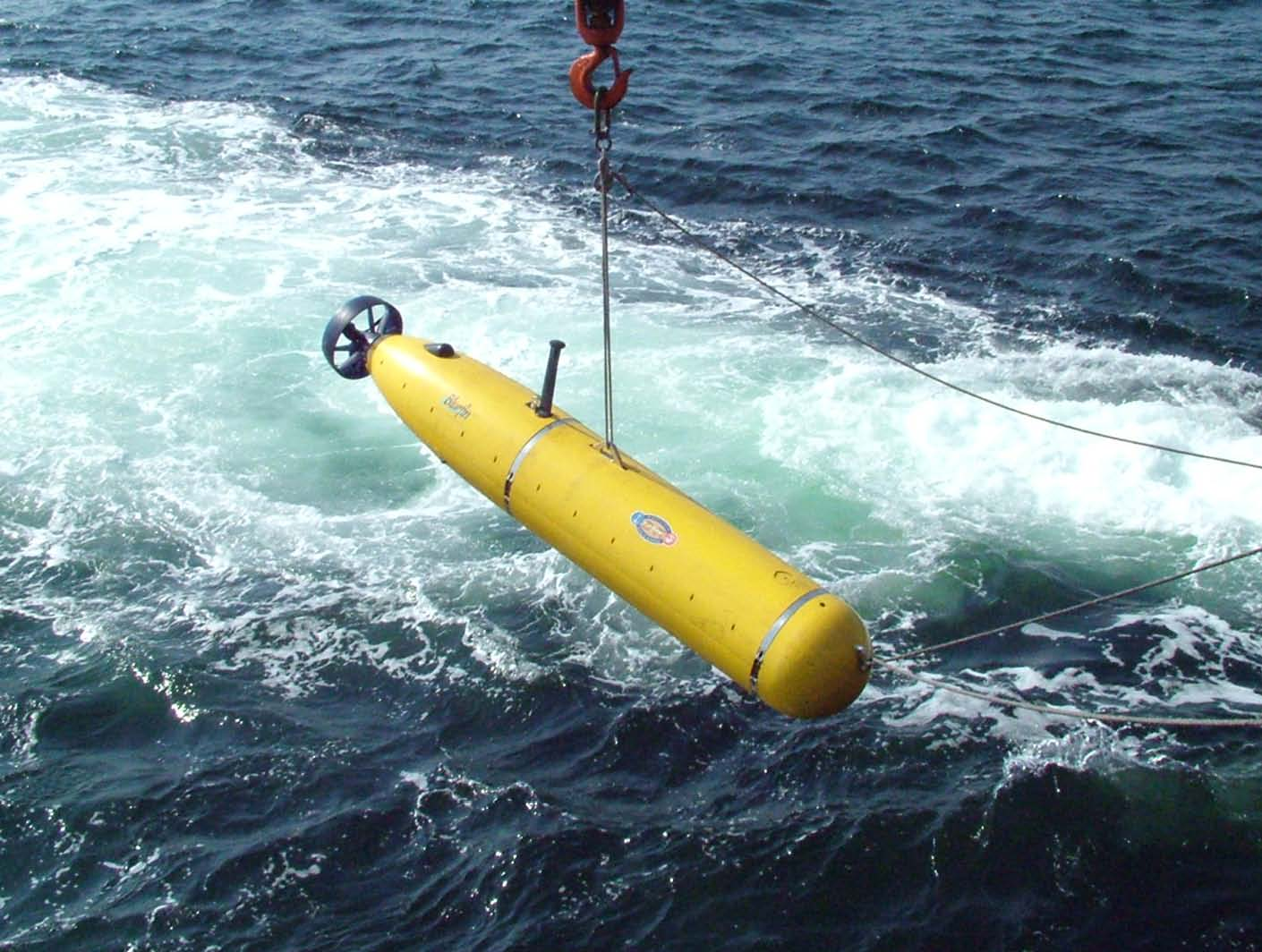
Thao tác với AUV Bluefin Robotics trong một cuộc tập trận của Hải quân Hoa Kỳ.

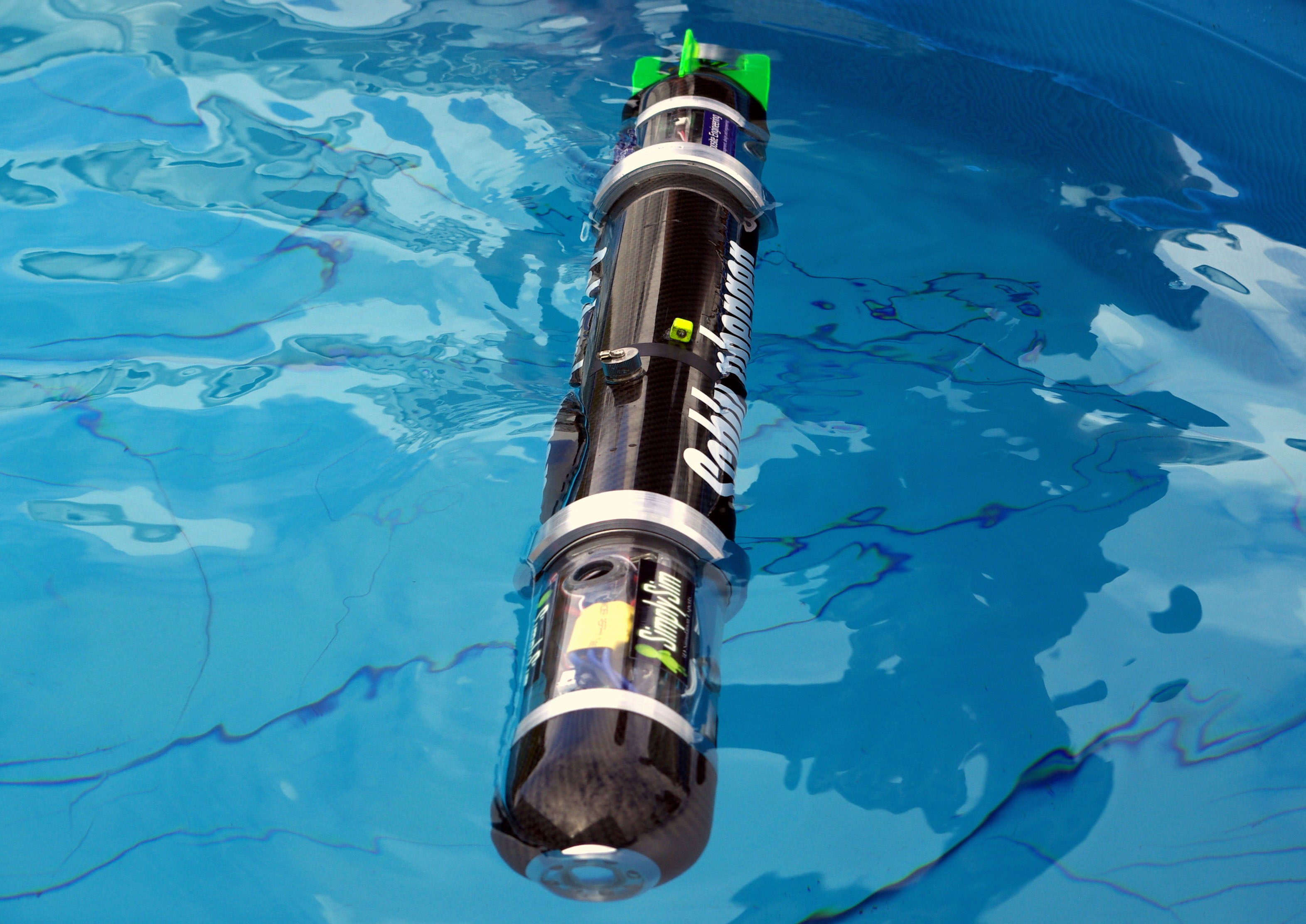
AUV Blackghost được thiết kế để thực hiện tấn công dưới nước tự động, không cần điều khiển ngoài.

Thiết bị tự động dưới nước (viết tắt tiếng Anh: AUV - autonomous underwater vehicle), là robot di chuyển dưới nước mà không yêu cầu người điều khiển.
AUV là một phần của hệ thống làm việc dưới nước lớn hơn được gọi là Thiết bị dưới nước không người lái hay Thiết bị lặn không người lái, là tập hợp các phương tiện hoạt động dưới nước được điều khiển và hỗ trợ từ bề mặt thông qua sử dụng điều khiển từ xa. Trong các ứng dụng quân sự, AUV thường được gọi là tàu dưới nước không người lái (UUV). Tàu lượn dưới nước (glider) là một phân lớp của AUV.

## Ứng dụng
Cho đến gần đây, AUV đã được sử dụng cho một số nhiệm vụ hạn chế dựa trên các công nghệ có sẵn. Với sự phát triển của khả năng xử lý tiên tiến hơn và nguồn cung cấp năng lượng cao hơn, AUV hiện đang được sử dụng cho nhiều nhiệm vụ hơn với vai trò và nhiệm vụ không ngừng phát triển.

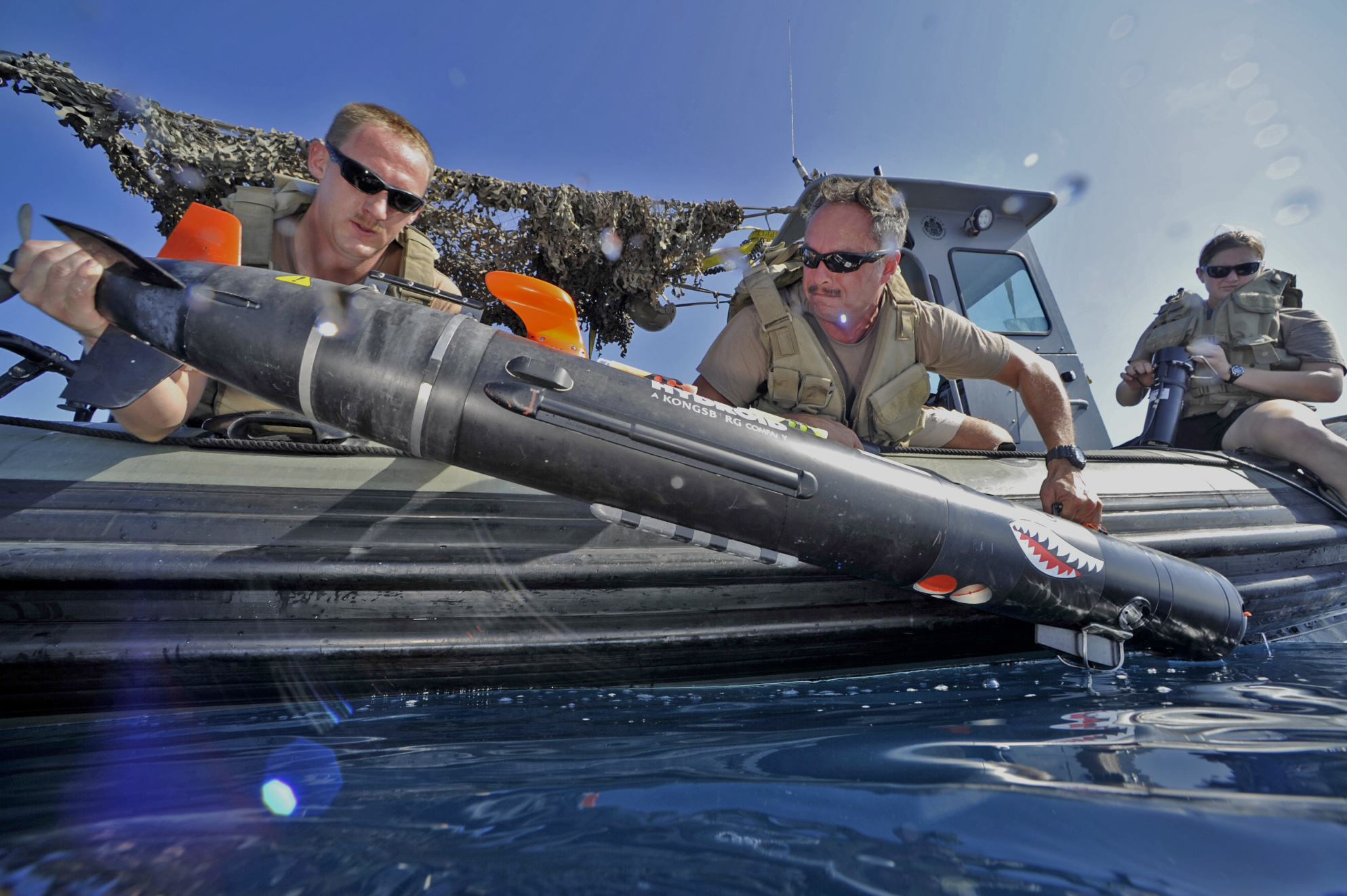
MK 18 MOD 1 Swordfish UUV

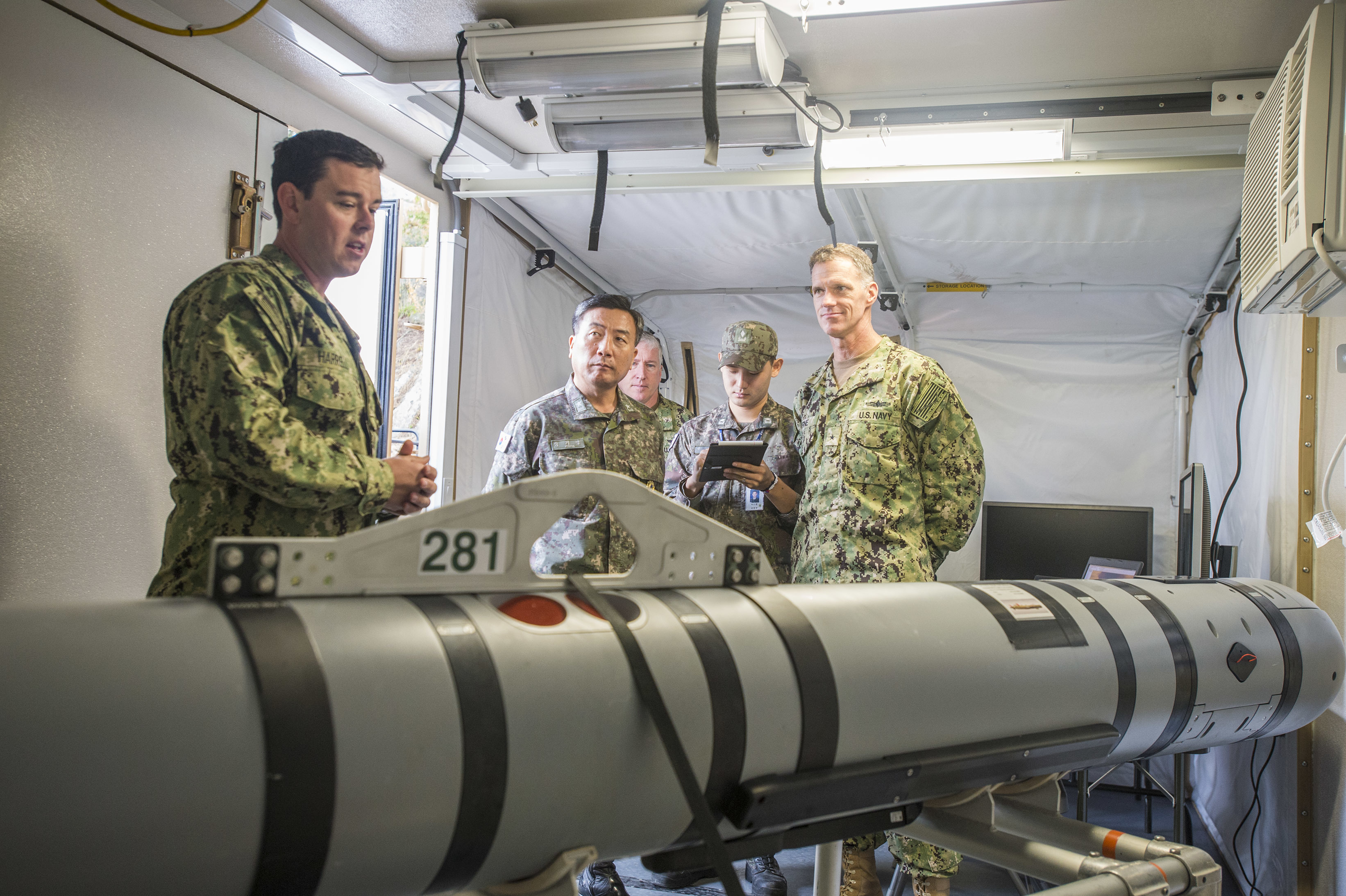
Mk 18 Mod 2 Kingfish UUV

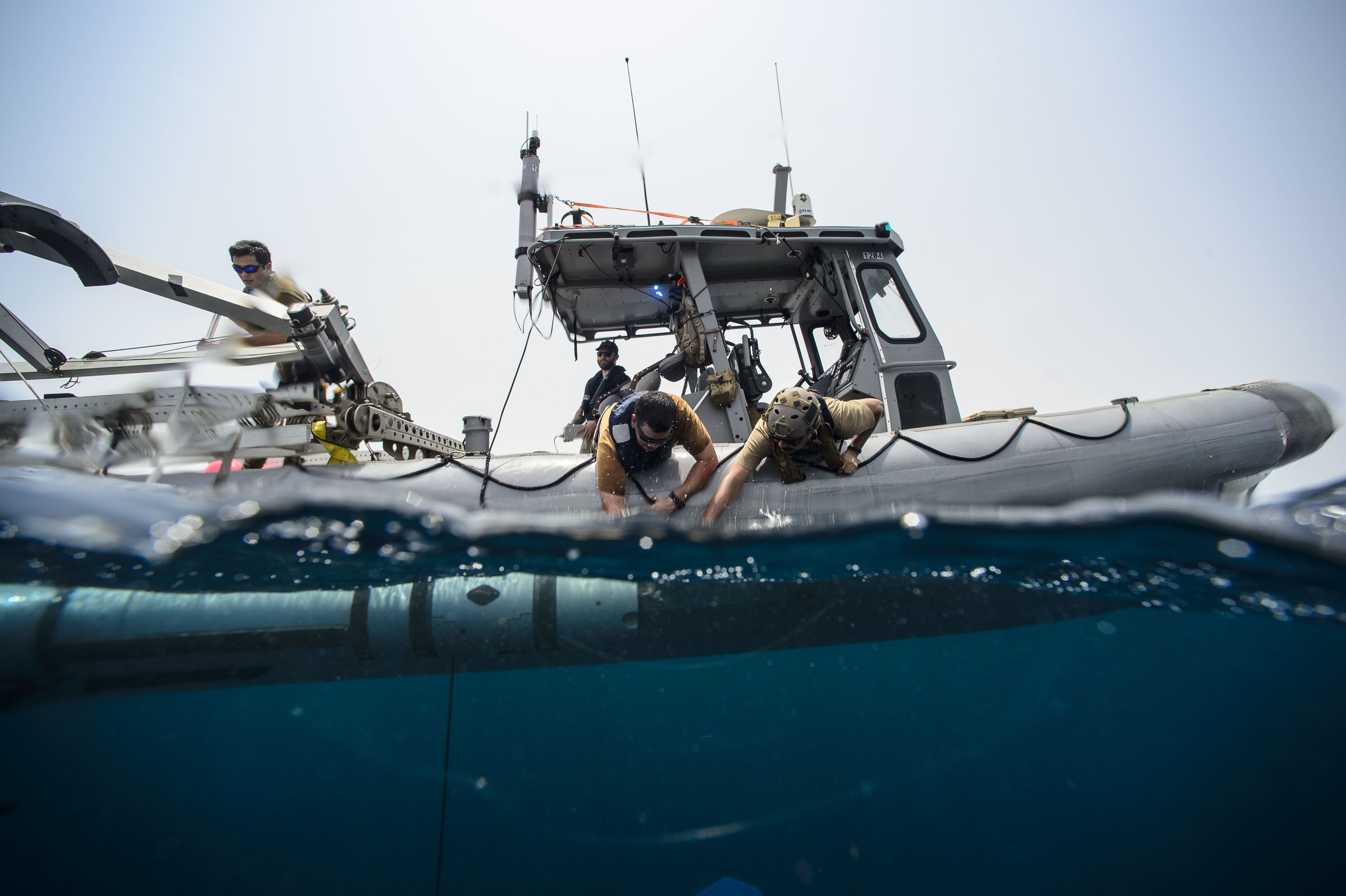
Thả Kingfish UUV

### Ứng dụng quân sự
Ứng dụng quân sự luôn luôn chiếm đầu bảng ứng dụng công nghệ mới nổi, tuy nhiên chúng ít được công bố. Một số công việc dùng UAV hiện có.
- Tình báo, giám sát và trinh sát
- Chống mìn
- Chống tàu ngầm
- Kiểm tra / nhận dạng
- Hải dương học
- Tạo các nút mạng thông tin và đạo hàng
- Giao hàng trọng tải
- Hoạt động thông tin
- Thời gian đình công

### Nghiên cứu khoa học
Các nhà khoa học sử dụng AUV để nghiên cứu các hồ, đại dương và đáy đại dương. Một loạt các cảm biến có thể được gắn vào AUV để đo nồng độ của các nguyên tố hoặc hợp chất khác nhau, sự hấp thụ hoặc phản xạ ánh sáng và sự hiện diện của cuộc sống vi mô. Ví dụ bao gồm cảm biến độ dẫn nhiệt độ (CTD), cảm biến fluorometer và cảm biến pH. Ngoài ra, AUV có thể được cấu hình như xe kéo để cung cấp các gói cảm biến tùy chỉnh đến các địa điểm cụ thể.

### Điều tra tai nạn máy bay
Các phương tiện tự động dưới nước, ví dụ AUV ABYSS, đã được sử dụng để tìm các mảnh vỡ của máy bay rơi ở biển, tai nạn của chuyến bay 447 của Air France 
Bluefin-21 AUV được sử dụng để tìm kiếm máy bay của Chuyến bay MH370 của Malaysia Airlines ở Ấn Độ Dương .

### Thương mại
Ngành công nghiệp dầu khí sử dụng AUV để lập bản đồ chi tiết của đáy biển trước khi họ bắt đầu xây dựng hạ tầng ngầm, đường ống dẫn và hệ thống thiết bị cận biển. Nhờ đó có thể bố trí theo cách hiệu quả nhất về chi phí với sự gián đoạn tối thiểu đối với môi trường. AUV cho phép các công ty khảo sát tiến hành khảo sát chính xác các khu vực mà các khảo sát độ sâu truyền thống sẽ kém hiệu quả hoặc quá tốn kém. Ngoài ra, các cuộc khảo sát đường ống sau khi đặt ống hiện có thể, bao gồm cả kiểm tra đường ống. Việc sử dụng AUV để kiểm tra đường ống và kiểm tra cấu trúc nhân tạo dưới nước ngày càng trở nên phổ biến hơn.

### Vận chuyển ma túy bất hợp pháp
Giới buôn lậu ma túy bất hợp pháp đã sử dụng AUV để đưa hàng đến đích dùng phương tiện định vị GPS .